# كلية ولينغتون (بركشاير)

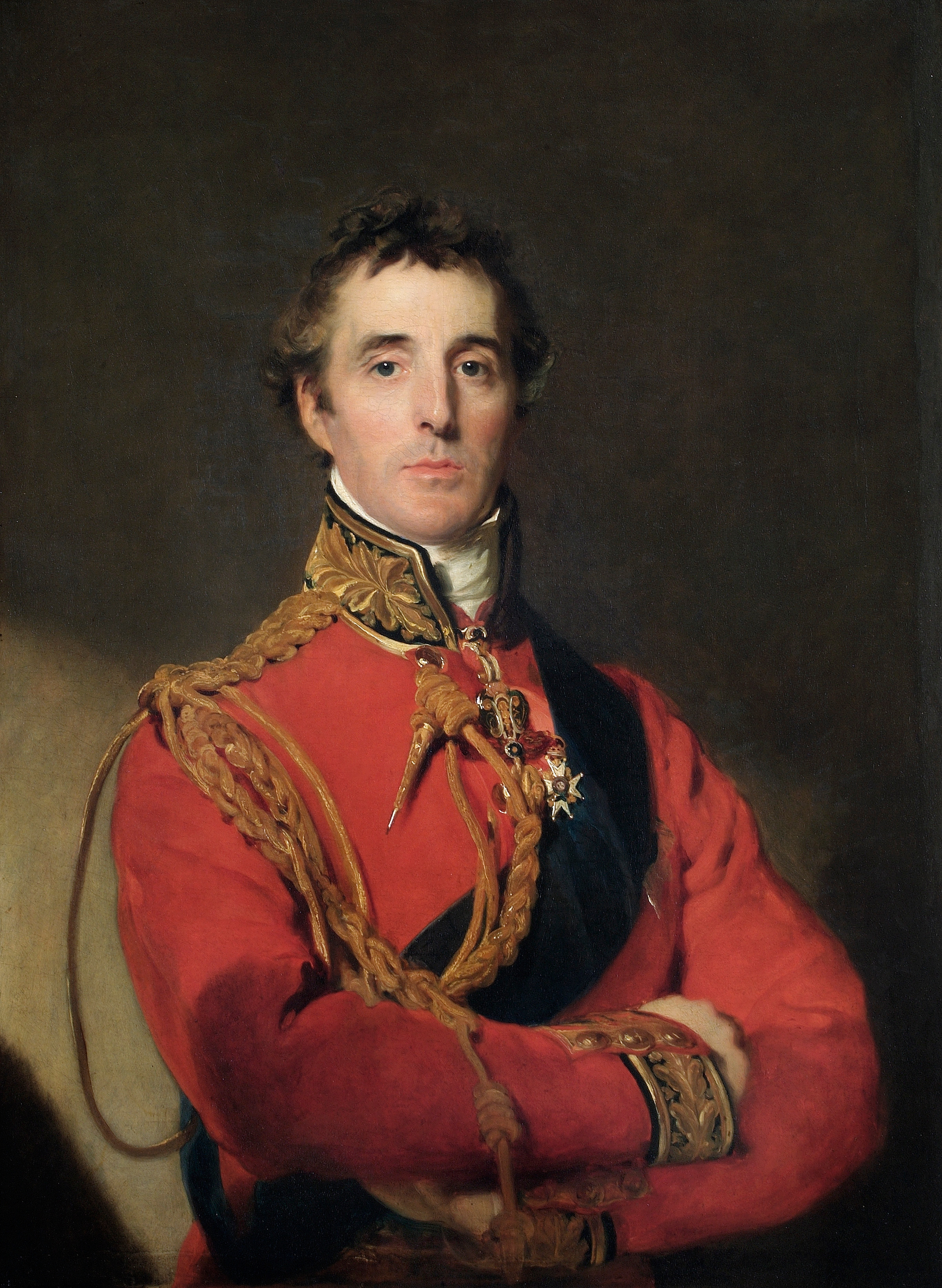
آرثر ويلزلي، دوق ولينغتون الأول، الذي سُمّيت الكلية باسمه

كلية ولينغتون هي مدرسة عامة مختلطة تقع في كروثورن، باركشير، إنجلترا. تأسست عام 1853 تخليدًا لانتصارات دوق ولينغتون الأول، وافتتحت رسميًا سنة 1859 بحضور الملكة فيكتوريا.
الكلية مُسجَّلة كمؤسسة تعليمية غير ربحية، وتضم نحو 1100 طالب تتراوح أعمارهم بين 13 و18 عامًا. وتُعد من أبرز المدارس على مستوى العالم، وتبلغ رسومها السنوية للطلاب الداخليين أكثر من 50 ألف جنيه إسترليني. في عام 2023، نالت الكلية جائزة «Artsmark Platinum» من مجلس الفنون في إنجلترا.